# Sanç d'Aragó (castellà d'Amposta)
Sanç d'Aragó (Principat de Catalunya, segle xiii – segle xiv) fou frare hospitaler i castellà d'Amposta del 1328 al 1341. Era fill bastard de Pere el Gran i d'Inés Zapata. Frederic II de Sicília l'envià l'estiu de 1304 cap a l'Imperi Romà d'Orient comandant una flota de deu galeres amb la missió d'ajudar la Companyia Catalana d'Orient en la seva contra Andrònic II Paleòleg i sondejar les intencions de Roger de Flor i els seus homes. Mort Roger de Flor, Sanç passà a Gal·lípoli i es posà d'acord el 1305 amb Berenguer d'Entença i de Montcada per participar en la Venjança Catalana però al darrer moment se'n desdigué. L'expedició tingué un retorn difícil i un cop a casa, Sanç oferí els seus serveis a Jaume el Just, sent un dels tres enviats a Xipre per a tractar el matrimoni del rei amb Maria de Xipre.